# 支出最小化
支出最小化问题，在经济学，特别是微观经济学中是效用最大化问题的对偶问题，直观地说就是：“需要多少钱才能使我效用達到最大？” 给定效用函数，价格，和效用目标，这个问题可以分为两部分。
- 由支出函数決定消費者所需金額。
- 由Hicks需求函數（英语：Hicksian demand function）決定消费者如何在極小化其支出的情况下維持其效用不變。

## 支出函数
假设消费者有一个定义在{\displaystyle L}种商品{\displaystyle \mathbf {x} \in \mathbb {R} _{+}^{L}}上的效用函数{\displaystyle u}。则该消费者的支出函数给出在给定价格为{\displaystyle \mathbf {p} }的情况下购买一组商品{\displaystyle x}，使得得到的效用{\displaystyle u(x)\geq u^{*}}时所需钱的数额。
形式上，支出函数可以这样定义。
{\displaystyle e(\mathbf {p} ,u^{*})=\min _{\mathbf {x} \in \geq (u^{*})}\mathbf {p} \cdot \mathbf {x} }
这里
{\displaystyle \geq (u^{*}):=\{\mathbf {x} \in \mathbb {R} _{+}^{L}|u(\mathbf {x} )\geq u^{*}\}}，
表示所得效用至少等于{\displaystyle u^{*}}的组合的集合。

## 希克斯需求函數
希克斯需求函數 {\displaystyle \mathbf {h} (\mathbf {p} ,u^{*})}定义一个得到所需效用的最便宜组合。它也可以用支出函数来定义馬歇爾需求函數，
{\displaystyle \mathbf {h} (\mathbf {p} ,u^{*})=\mathbf {x} (\mathbf {p} ,e(\mathbf {p} ,u^{*}))}。
如果马歇尔需求对应{\displaystyle \mathbf {x} (\mathbf {p} ,w)}是一个总是给出唯一解的函数，则与之相对应的希克斯需求对应{\displaystyle \mathbf {h} (\mathbf {p} ,u^{*})} 也可以被称为是希克斯需求函数。